# Salmo dentex
Salmo dentex – gatunek ryby z rodziny łososiowatych (Salmonidae).

## Występowanie
Jest to ryba słodkowodna. Występuje w wodach zlewiska Morza Adriatyckiego, na północy od Chorwacji (rzeka Krka) do Albanii na południu. Przypuszcza się, że występuje również w Grecji w wodach rzeki Alfios. Występuje w jeziorach i dużych rzekach. Zimuje w głębokiej wodzie, latem przenosi się na płytsze wody dopływów głównych rzek.   

## Charakterystyka

### Morfologia
Maksymalną długość jaką zaobserwowano to 88 cm. Ma charakterystyczne małe cętki na całym ciele oraz ciemnoczerwone plamy na bokach otoczone jasną obwódką.   

### Rozmnażanie
Składa ikrę na żwirowym podłożu.